# ФЭД-11
ФЭД-11 (ФЭД-Атлас) — малоформатный дальномерный фотоаппарат с центральным залинзовым затвором, выпускавшийся объединением «ФЭД» в Харькове с 1967 по 1971 год.

## Описание
Фотоаппараты «ФЭД-10» и «ФЭД-11» («ФЭД-Атлас») — первые советские дальномерные фотоаппараты с полуавтоматической установкой экспозиции. Фотоаппарат «ФЭД-11» («ФЭД-Атлас») отличался от фотоаппарата «ФЭД-10» конструкцией экспонометра: его стрелка появилась в поле зрения видоискателя.
На фотоаппарате «ФЭД-11» стоял объектив «Индустар-61» 2,8/52 с оригинальным байонетным креплением. Возможность замены объектива в инструкции не документирована, сменные объективы к фотоаппарату «ФЭД-11» никогда не выпускались. Планировался ли выпуск сменных объективов — неизвестно.

### Распространённость
Фотоаппараты «ФЭД-10» и «ФЭД-Атлас» не пользовались спросом из-за высокой сложности, ненадёжности, высокой цены и отсутствия сменных объективов. Производились эти аппараты в относительно малом количестве и вскоре их выпуск был прекращён в пользу привычных «ФЭДов» и «Зенитов».
- «ФЭД-10» — всего выпущено 23911 штук.
- «ФЭД-11» («ФЭД-Атлас») — следует различать:
  - выпуск I-й (1967—1968 гг.) — без автоспуска — выпущено 1296 штук.
  - выпуск II-й (1967—1971 гг.) — с автоспуском — выпущено 21 509 штук.

Цена «ФЭДа-11» в 1968 году — 105 рублей.

## Технические характеристики
- Тип применяемого фотоматериала — перфорированная фотокиноплёнка шириной 35 мм (фотоплёнка типа 135) в стандартных кассетах. Размер кадра — 24×36 мм.
- Корпус — литой из алюминиевого сплава, со съёмной задней стенкой.
- Тип затвора — центральный залинзовый. Выдержки затвора — от 1 до 1/250 с (автоматические), и «B» (от руки). Выдержка синхронизации с электронной и одноразовой фотовспышкой — любая. Синхроконтакт «Х» и «М», крепление для лампы-вспышки.
- Курковый взвод затвора и перемотки плёнки. Обратная перемотка рулеточного типа.
- Механический автоспуск.[4]
- Видоискатель телескопический, сопряжённый с дальномером. Подсвеченная кадрирующая рамка с компенсацией параллакса в поле зрения видоискателя.
- Номинальная база дальномера 41 мм, фокусировка от 1 метра до «бесконечности»
- Объектив — «Индустар-61» 2/52 мм, несъёмный.
- Экспонометр — сопряжённый встроенный с селеновым фотоэлементом. Полуавтоматическая установка экспозиции. При установленной светочувствительности фотоплёнки и диафрагме вращением кольца установки выдержек двухстрелочный индикатор должен быть установлен в нейтральное положение. Двухстрелочный индикатор экспонометра находится на верхней крышке фотоаппарата, имеется второй индикатор в поле зрения видоискателя.
- Диапазон светочувствительности фотоплёнки 11—500 ед. ГОСТ (или 11—700 ед. ГОСТ).
- Резьба штативного гнезда — 3/8 дюйма.

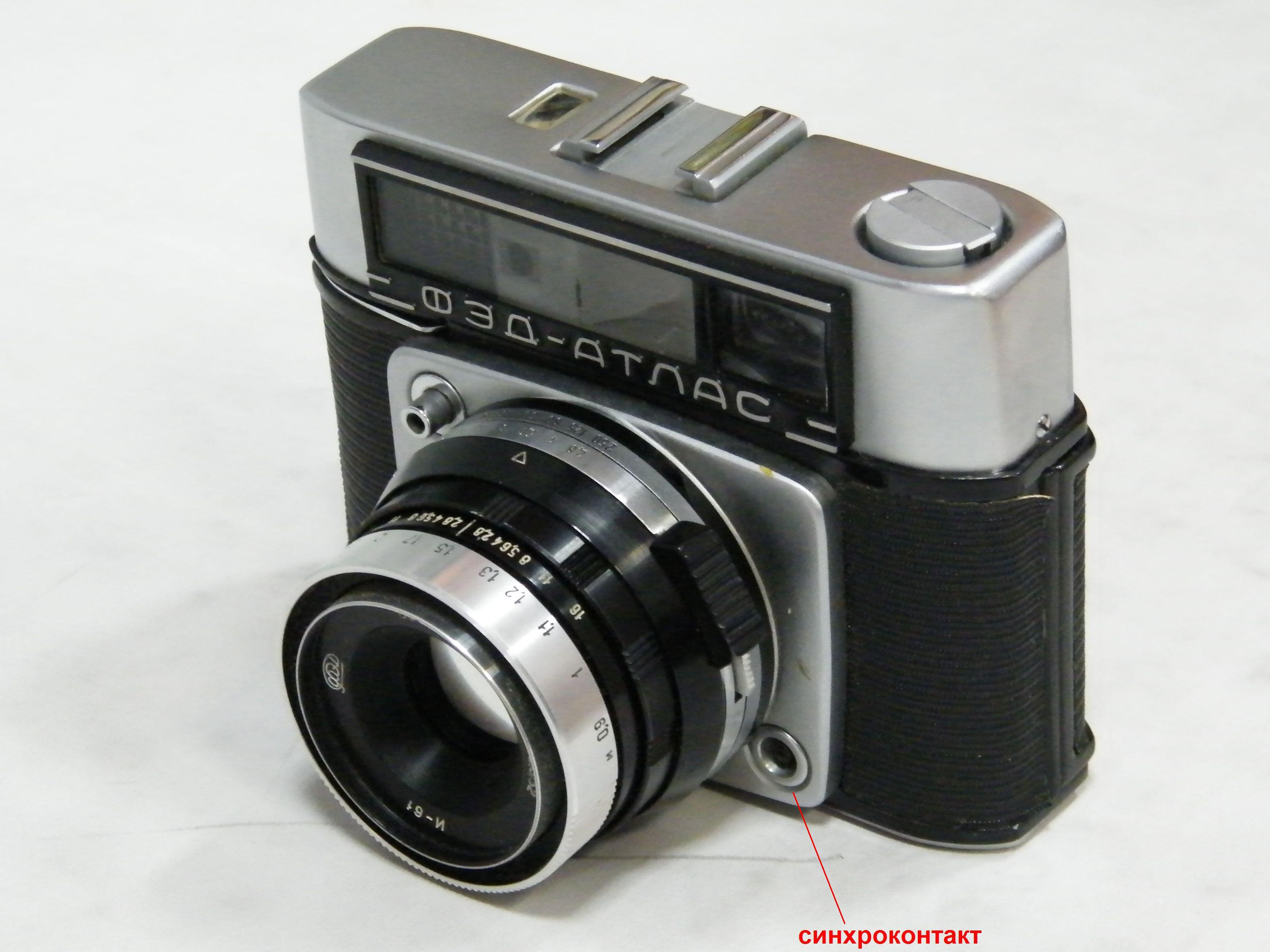
Вид на синхроконтакт
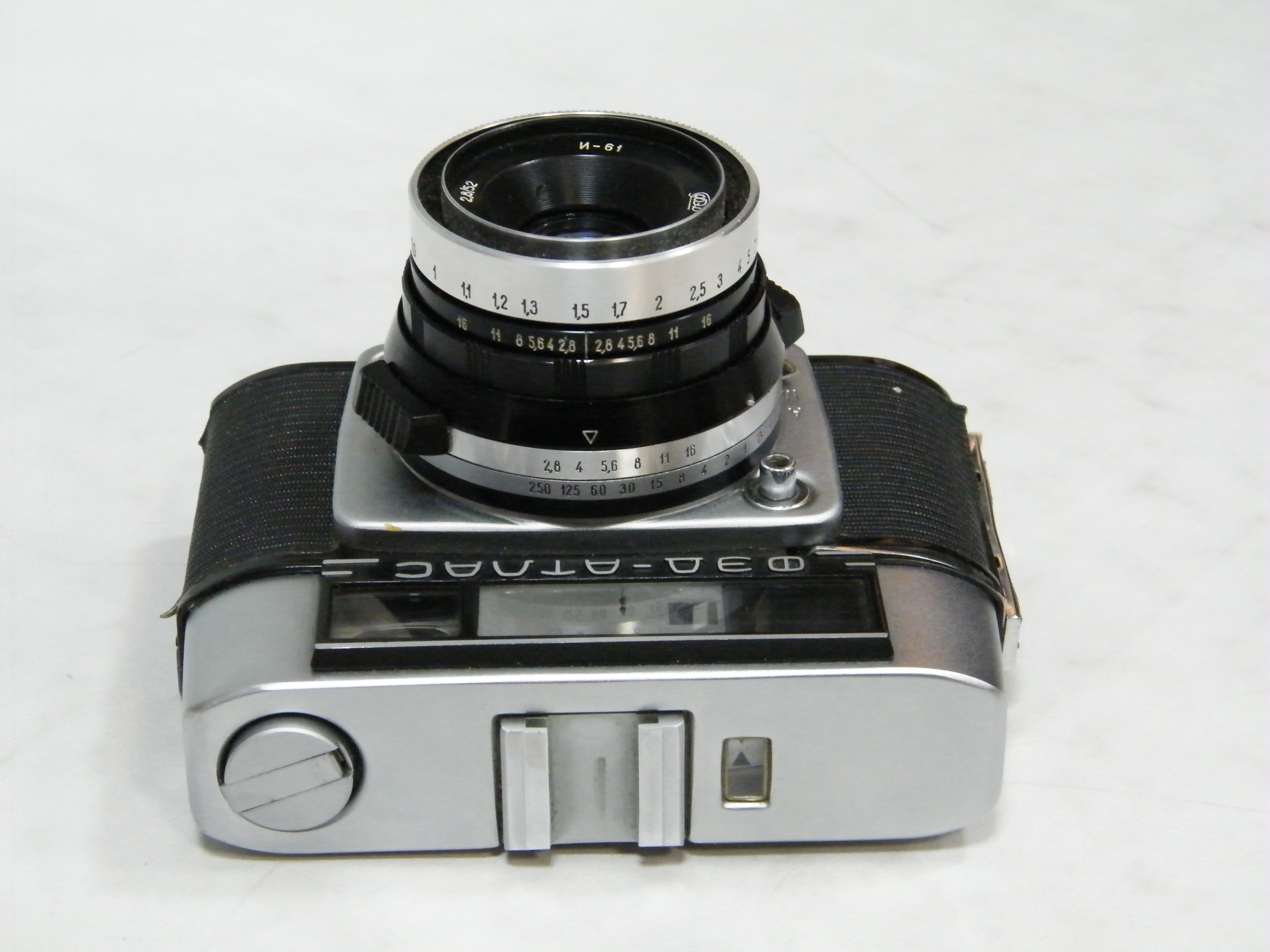
Верхняя панель
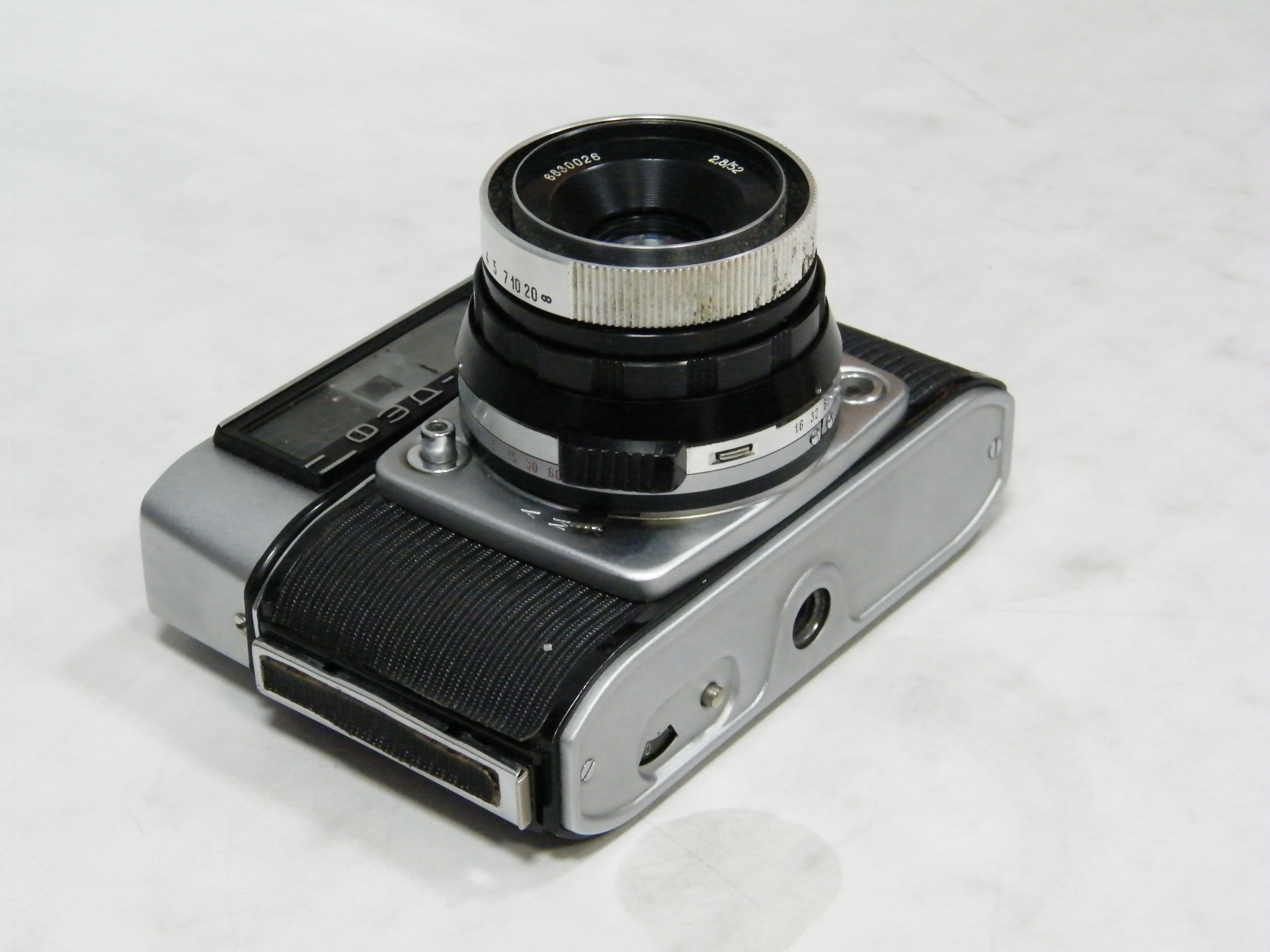
Нижняя панель
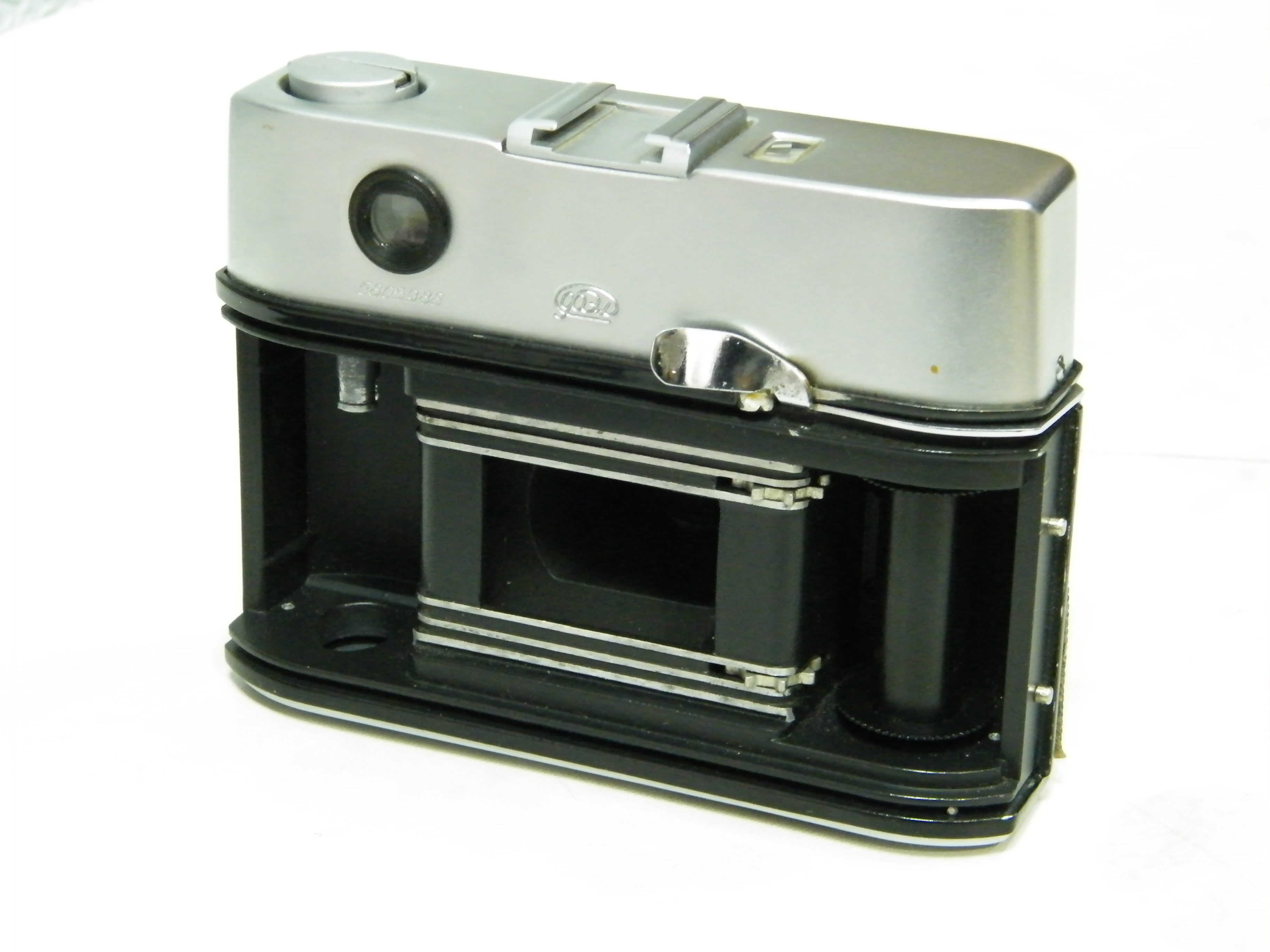
Задняя стенка снята